# Анхел Романо
Алфредо Анхел Романо (шп. Alfredo Ángel Romano; 2. август 1893 − 22. август 1972) је био професионални уругвајски фудбалер.
Романо је играо на позицији нападача, одиграо је 72 утакмице за националну селекцију и постигао 29 голова. Романо је током каријере освојио укупно 50 различитих титула, 21 у домаћем првенству и 8 интернационалних титула са Насионалом и 21 трофеј са репрезентацијом Уругваја. 
За Насионал Романо је играо између 1910. године и 1930. године. На 388 утакмица је постигао 164. гола. Са клубом је освојио 21 титулу. Керијеру је завршио са 37 година.